# Malý Krtíš
Malý Krtíš é um município da Eslováquia, situado no distrito de Veľký Krtíš, na região de Banská Bystrica. Tem 5,4 km² de área e sua população em 2018 foi estimada em 518 habitantes.

## Demografia
| Ano:        | 1994 | 2004   | 2014    | 2024    |
| ----------- | ---- | ------ | ------- | ------- |
| Broj ljudi: | 432  | 446    | 532     | 465     |
| Razlika:    |      | +3,24% | +19,28% | -12,59% |

| Ano:               | 2023 | 2024   |
| ------------------ | ---- | ------ |
| Número de pessoas: | 468  | 465    |
| Diferença:         |      | -0,64% |